# Джек Волл (композитор)
Джек Волл (англ. Jack Wall; нар. 1964) — американський відеоігровий композитор. Він створив музичні партитури для понад 20 ігор, включаючи франшизу Myst, Splinter Cell, Jade Empire, Mass Effect і Call of Duty. Волл здобув освіту інженера-будівельника в Дрексельському університеті у Філадельфії, штат Пенсильванія, і після короткої роботи в галузі будівництва перейшов у музичне середовище. Він працював з такими відомими музикантами, як Джон Кейл, Девід Бірн і Патті Сміт, та в 1995 році повністю перейшов до створення власної музики.
Волл одразу почав працювати в ігроіндустрії, створивши саундтрек до Vigilance. У роботі Волл надає перевагу оркестровому стилю, до 2001 року він створив саундтрек до Myst III: Exile, тайтлу який, за його ж власними словами, вивів його на міжнародну арену композиторів відеоігор. У 2002 році Волл став одним із 20 співзасновників гільдії Game Audio Network Guild (G.A.N.G.), а також її старшим директором. У 2005 році Волл разом з іншим засновником G.A.N.G., Томмі Талларіко заснував концертне шоу Video Games Live, виступаючи диригентом їх міжнародного концертного туру.  Його саундтреки до Myst III: Exile, Myst IV: Revelation, Rise of the Kasai, Jade Empire, Mass Effect і Mass Effect 2 були відзначені нагородами від кількох міжнародних асоціацій.

## Молодість
Джек Волл, народжений у Феніксвіллі, штат Пенсильванія, отримав ступінь інженера-будівельника в Дрексельському університеті у Філадельфії та розпочав будівельну кар'єру, паралельно входячи до складу місцевого рок-гурту. Запис першого демо з групою так надихнув молодого будівельника, що Волл вирішив змінити кар’єрний шлях і залишив роботу заради музичної індустрії. Спочатку він влаштувався барменом, паралельно працюючи в студіях звукозапису Філадельфії, а пізніше в Бостоні та Нью-Йорку. З 1991 по 1994 роки був незалежним музичним продюсером і звукорежисером в Нью-Йорку, працюючи з такими музикантами, як Джон Кейл, Девід Бірн і Патті Сміт, а також з деякими місцевими групами. Протягом цих трьох років Волл постійно співпрацював з Кейлом, здійснюючи аранжування, звукорежисуру та оркестровку його композицій, а також продюсуючи їх. Під час створення саундтреку до фільму House of America, він спостерігав, як Кейл створює тридцять хвилин музики майже в реальному часі, що надихнуло його на створення власної музики.

## Кар’єра
До кінця 1995 року Волл жив у Лос-Анджелесі та був одружений на співачці Сінді Шапіро, з якою вони познайомилися в 1994 році. Її знайомий Рон Мартінез, якраз засновував нову компанію-розробника відеоігор PostLinear Entertainment, запропонувавши Воллу зайняти там посаду композитора. Він написав саундтреки до кількох ігор PostLinear, першим з яких став саундтрек до Vigilance у 1997 році. Залишивши компанію у 2001 році, він написав саундтрек до Myst III: Exile, що став його першою оркестровою музикою та роботою, яка, за його словами, вивела його на міжнародну арену композиторів відеоігор. Конкретно ця робота була для Волла знаковою, оскільки мова йшла про продовження першої зіграної ним ще в юності відеоігри, Myst. Створений Воллом саундтрек був номінований на нагороду Академії інтерактивних мистецтв і наук за «Видатні досягнення в оригінальній музичній композиції», але програв саундтреку до Tropico.
У 2002 році Волл став одним із 20 співзасновників гільдії Game Audio Network Guild (G.A.N.G.), а також її старшим директором. Гільдія просуває музику для відеоігор, а також служить професійним ресурсом для відеоігрових композиторів та музикантів. Станом на 2010 рік Волл займав посаду віце-голови після того, як залишив посаду голови ради директорів у 2007 році. Він продовжував писати саундтреки для таких ігор, як The Mark of Kri та Unreal II: The Awakening. Його робота над Myst IV: Revelation у 2004 році принесла йому перші три нагороди: «Найкращий запис живого виступу», «Найкраща оригінальна вокальна пісня: хор» і «Найкраща музика року» за версією G.A.N.G.
Волл разом з Томмі Талларіко продюсував серію концертів Video Games Live, починаючи з 6 липня 2005 року. Протягом трьох років вони планували серію концертів, що складається з оркестрованої музики з десятків ігор. Концерти складаються з музичних сегментів, які виконує живий оркестр із відеоматеріалами та синхронізованим освітленням і ефектами, а також кількох інтерактивних сегментів для аудиторії. Волл створив саундтреки до трьох ігор, випущених у 2005 році, включно з відзначеною нагородою музикою до Jade Empire, і деякі з його робіт, випущених з того часу, включно з Mass Effect (2007) та Mass Effect 2 (2010) принесли йому музичні нагороди і номінації.

## Музичний стиль та відсилки
Незважаючи на те, що багато його творів оркестрові, Джек Волл працював у різноманітних стилях, включаючи хеві-метал і традиційну народну музику. Для Jade Empire він зосередився на використанні китайських традиційних музичних інструментів і барабанів тайко. Пишучи музику для відеоігор, Волл віддає перевагу співпраці з командою геймдизайнерів, оскільки вважає, що «перетягування ідей» робить музику сильнішою. Однак він зазначає, що має бути гнучким і мати бажання створити власне бачення музики. У зв’язку з цим він вважає за краще мати можливість побачити ілюстрації та документацію щодо дизайну гри перед початком своєї роботи над нею, оскільки вони дають розуміння та загальне бачення гри, щоб його музика могла точніше передати її суть. Волл рекомендує розробникам ігор використовувати живі оркестри, незважаючи на витрати, і вважає, що вони додають набагато динамічнішого звучання музиці та дають композитору більше свободи, ніж семпли синтезатора.

## Дискографія

### Відеоігри
| Рік  | Назва                                        | Розробники                  | Примітки                                                                           |
| ---- | -------------------------------------------- | --------------------------- | ---------------------------------------------------------------------------------- |
| 1998 | Vigilance                                    | PostLinear Entertainment    | —                                                                                  |
| 1998 | 10Six                                        | SegaSoft                    | —                                                                                  |
| 1998 | Flying Saucer                                | PostLinear Entertainment    | —                                                                                  |
| 2000 | Animorphs: Know the Secret                   | Gigawatt Studios            | —                                                                                  |
| 2000 | Evil Dead: Hail to the King                  | Heavy Iron Studios          | —                                                                                  |
| 2001 | Ultimate Ride                                | Disney Interactive Studios  | —                                                                                  |
| 2001 | Myst III: Exile                              | Presto Studios              | —                                                                                  |
| 2001 | Disney's Extremely Goofy Skateboarding       | Krome Studios               | —                                                                                  |
| 2002 | The Mark of Kri                              | San Diego Studio            | —                                                                                  |
| 2003 | Ben-Hur: Blood of Braves                     | Microïds                    | —                                                                                  |
| 2003 | Unreal II: The Awakening                     | Legend Entertainment        | —                                                                                  |
| 2004 | Wrath Unleashed                              | The Collective              | —                                                                                  |
| 2004 | Tom Clancy's Splinter Cell: Pandora Tomorrow | Ubisoft Shanghai            | —                                                                                  |
| 2004 | Myst IV: Revelation                          | Ubisoft Montreal            | —                                                                                  |
| 2005 | Rise of the Kasai                            | Bottlerocket Entertainment  | —                                                                                  |
| 2005 | Neopets: The Darkest Faerie                  | Idol Minds                  | —                                                                                  |
| 2005 | Jade Empire                                  | BioWare                     | —                                                                                  |
| 2007 | Mass Effect                                  | BioWare                     | Сумісно з Семом Гуліком, Річардом Джаксом і Девідом Кейтсом                        |
| 2010 | Mass Effect 2                                | BioWare                     | Сумісно з Джиммі Гінсоном Семом Гуліком і Девідом Кейтсом                          |
| 2012 | Call of Duty: Black Ops II                   | Treyarch                    | Головну тему написав Трент Резнор                                                  |
| 2013 | Lost Planet 3                                | Spark Unlimited             | —                                                                                  |
| 2015 | Call of Duty: Black Ops III                  | Treyarch                    | —                                                                                  |
| 2016 | Into the Stars                               | Fugitive Games              | Додаткову музику написав Джим Лордеман                                             |
| 2017 | Dota 2                                       | Valve                       | The International 2017 Music Pack                                                  |
| 2017 | LawBreakers                                  | Boss Key Productions        | —                                                                                  |
| 2018 | Call of Duty: Black Ops 4                    | Treyarch                    | —                                                                                  |
| 2020 | Call of Duty: Black Ops Cold War             | Treyarch/Raven Software     | —                                                                                  |
| 2021 | Call of Duty: Vanguard                       | Sledgehammer Games/Treyarch | —                                                                                  |
| 2023 | Call of Duty: Modern Warfare III             | Sledgehammer Games/Treyarch | Музична тема зомбі, основна партитура до гри написана Волтером Мейром              |
| 2024 | Call of Duty: Black Ops 6                    | Raven Software/Treyarch     | Додаткові композиції створили Браян Тьюї, Джим Лордеман, Big Giant Circles і Romes |

### Фільми і телебачення
| Рік       | Назва              | Дистриб'ютор                                                         | Примітки                    |
| --------- | ------------------ | -------------------------------------------------------------------- | --------------------------- |
| 2016      | Hard Target 2      | Universal Pictures Home Entertainment                                | —                           |
| 2017–2019 | Сутінкові мисливці | Disney–ABC Domestic Television (США) Netflix (на міжнародному рівні) | Сумісно з Тревором Моррісом |

## Нагороди
| Рік  | Нагорода                               | Категорія                                          | Відеогра                           | Результат |
| ---- | -------------------------------------- | -------------------------------------------------- | ---------------------------------- | --------- |
| 2001 | Академія інтерактивних мистецтв і наук | Видатні досягнення у створенні оригінальної музики | Myst III: Exile                    | Номінація |
| 2004 | GameSpot Best of 2004 Awards           | Найкраща оригінальна музика                        | Myst IV: Revelation                | Номінація |
| 2004 | Game Audio Network Guild               | Найкраща інтерактивна партитура                    | Myst IV: Revelation                | Номінація |
| 2004 | Game Audio Network Guild               | Найкраща оригінальна вокальна пісня: Поп           | Myst IV: Revelation ("Welcome")    | Номінація |
| 2004 | Game Audio Network Guild               | Найкращий запис живого виступу                     | Myst IV: Revelation                | Перемога  |
| 2004 | Game Audio Network Guild               | Найкраща оригінальна вокальна пісня: Хор           | Myst IV: Revelation ("Main Theme") | Перемога  |
| 2004 | Game Audio Network Guild               | Найкраща музика року                               | Myst IV: Revelation                | Перемога  |
| 2005 | Академія інтерактивних мистецтв і наук | Видатні досягнення у створенні оригінальної музики | Rise of the Kasai                  | Номінація |
| 2005 | Академія інтерактивних мистецтв і наук | Видатні досягнення у створенні оригінальної музики | Jade Empire                        | Номінація |
| 2005 | Game Audio Network Guild               | Найкращий запис живого виступу                     | Jade Empire                        | Номінація |
| 2005 | Game Audio Network Guild               | Найкраща оригінальна інструментальна пісня         | Jade Empire ("Main Theme")         | Номінація |
| 2005 | Game Audio Network Guild               | Найкращий альбом з оригінальним саундтреком        | Jade Empire                        | Перемога  |
| 2007 | Game Audio Network Guild               | Найкраща оригінальна інструментальна пісня         | Mass Effect ("The Citadel")        | Номінація |
| 2007 | Game Audio Network Guild               | Найкращий альбом з оригінальним саундтреком        | Mass Effect                        | Номінація |
| 2007 | IGN Best of 2007 Awards                | Найкраща оригінальна музика                        | Mass Effect                        | Перемога  |
| 2007 | GameSpot Best of 2007 Awards           | Найкраща оригінальна музика                        | Mass Effect                        | Перемога  |
| 2010 | БАФТА                                  | Найкраща оригінальна музика                        | Mass Effect 2                      | Номінація |
| 2010 | Game Audio Network Guild               | Найкращий саундтрек                                | Mass Effect 2                      | Номінація |